# Rutilus
A Rutilus a sugarasúszójú halak (Actinopterygii) osztályának pontyalakúak (Cypriniformes) rendjébe, ezen belül a pontyfélék (Cyprinidae) családjába tartozó nem.

## Rendszerezés
A nembe az alábbi 9 faj tartozik:
- Rutilus caspicus (Yakovlev, 1870)
- gyöngyös koncér (Rutilus frisii) (Nordmann, 1840)
- Rutilus heckelii (Nordmann, 1840)
- Rutilus kutum (Kamensky, 1901)
- Rutilus meidingeri (Heckel, 1851)
- Rutilus pigus (Lacepède, 1803)
- bodorka (Rutilus rutilus) (Linnaeus, 1758) - típusfaj
- Rutilus stoumboudae Bianco & Ketmaier, 2014
- leánykoncér (Rutilus virgo) (Heckel, 1852)